# Antunovac (gmina Velika)
Antunovac – wieś w Chorwacji, w żupanii pożedzko-slawońskiej, w gminie Velika. W 2011 roku liczyła 158 mieszkańców.